# Dracoglossum sinuatum
Dracoglossum sinuatum là một loài thực vật có mạch trong họ Dryopteridaceae. Loài này được (Fée) Christenh. mô tả khoa học đầu tiên năm 2007.